# The Rapture
The Rapture — американський музичний колектив з Нью-Йорка, що грає денс-панк.

## Учасники гурту

### Поточні учасники
- Люк Дженнер (вокал і гітара)
- Віто Роккофорте (ударні)
- Габріель Андруцці (клавішні, саксофон, бас-гітара, ударні і вокал)

### Колишні учасники
- Брукс Бонстін (бас-гітара і вокал)
- Крістофер Релье (клавішні і вокал)
- Метт Сейфер (бас-гітара і вокал)

## Дискографія
- Mirror (1999, EP)
- Echoes (2003)
- Pieces of the People We Love (2006)
- In The Grace of Your Love (2011)

Сингли
- The Chair That Squeaks — 1998
- Mirror — 1999
- Out of the Races and Onto the Tracks (EP) — 2001
- House of Jealous Lovers — 2002
- Killing/Give Me Every Little Thing (The Rapture/Juan Maclean Split) — 2003
- House of Jealous Lovers (перевидання) — 2003
- Love Is All — 2004
- Sister Saviour — 2004
- Get Myself Into It — 2006